# Pepita Tudó
Pepita Tudó, nome completo Josefa Petra Francisca de Paula de Tudó y Catalán, Contessa di Castillo Fiel (per esteso in spagnolo: Doña Josefa Petra Francisca de Paula de Tudó y Catalán, Alemany y Luesia, primera condesa de Castillo Fiel, primera viscondesa de Rocafuerte) (Cadice, 19 maggio 1779 – Madrid, 20 settembre 1869), è stata una nobildonna spagnola.
Fu amante di Manuel Godoy e probabile modella dei dipinti di Goya Maja vestida e Maja desnuda.

## Biografia
Figlia di un artigliere di Cadice, alla morte del padre visse con la madre e la sorella a casa di Manuel Godoy, uno degli uomini più potenti di Spagna. Pepita ne divenne amante intorno al 1800. Ma la regina Maria Luisa, che si diceva amante anch'essa di Godoy, convinse lo stesso ad un matrimonio di convenienza con la nobildonna Maria Teresa di Borbone.
Il matrimonio non mise fine alla relazione con Pepita: nel 1805 ella partorì un primo figlio, Manuel e nel 1807 un secondo, Luis. Nel 1807, per intercessione di Godoy, Carlo IV di Spagna concesse a Pepita il titolo di contessa di Castillo Fiel e Viscontessa di Rocafuerte. 
Alla morte di Maria Teresa, nel 1828, Godoy sposò Pepita e nel 1832 si trasferirono a Parigi. In seguito Pepita tornò in Spagna reclamando le proprietà di famiglia.
A novant'anni Pepita dichiarò ad un giornalista che Godoy aveva amato un'unica donna: la regina Maria Luisa.

## Curiosità
- È considerata da molti storici l'autentica modella dei dipinti Maja desnuda e Maja vestida di Francisco Goya, che li aveva eseguiti probabilmente su commissione di Godoy.
- Lo scrittore spagnolo Ceferino Palencia ha scritto un racconto dal titolo Pepita Tudó ispirato alla figura della donna.
- Nel film Volavérunt[2] il personaggio di Pepita è interpretato da Penélope Cruz.